# Sandra Forster
Sandra Ina Forster (* 1974 in Pullach) ist eine deutsche Gastronomin, Kochbuchautorin und Unternehmerin. Sie betrieb 2024 das Blitz Restaurant und den Blitz Club, den Club Charlie sowie das Ausbildungsrestaurant Roecklplatz in München. Sie ist eine der wenigen weiblichen Pioniere in der Gastronomie und im Nachtleben der Stadt München.

## Leben
Sandra Forster wuchs in Pullach auf. Sie eröffnete nach dem Abitur 1994 an der Fachoberschule für Sozialwesen 1995 das Tattoo- und Piercing-Studio Pyewacket Body Piercing + Schmuck für’s Leben in der Feilitzschstraße. 2000 wechselte sie in die Gastronomie mit ihrer ersten Eröffnung. Sandra Forster ist eine Verfechterin des Veganismus und setzt sich für das Tierwohl ein. Bei ihren gastronomischen Aktivitäten war sie eine der ersten in der Stadt München, die eine vielfältige vegane und vegetarische Küche verfolgen. Sandra Forster und ihr Mann Tim Yilmaz sind Eltern eines Sohnes und einer Tochter und leben in München.

## Gastronomische Projekte
Forster ist bekannt für ihre Projekte, die die Münchner Restaurant und Club-Szene beeinflusst haben: Dazu gehören die Bar Hit the Sky (2000), das Café Zappeforster (2003), das erste vegane Restaurant Deutschlands und der Club Zerwirk (2007), das vegane Café und die Bar Cafe King, das Ausbildungsrestaurant für sozial benachteiligte Jugendliche Roeklplatz (2008), das vietnamesische Restaurant Charlie (2010), der Club Charlie (2011), der Club Kong (2011), das orientalisch-vegetarische Restaurant Kismet (2014) sowie das lateinamerikanische Restaurant und der Club Blitz auf der Museumsinsel (2017). Im Corona-Sommer 2022 bespielte sie außerdem mit dem Charlie Scout die Gastronomie im Gasteig München als Zwischennutzungsprojekt.
Das Saf im Zerwirk, betrieben von 2005 bis 2008, (zusammen mit Michi Kern) war laut Süddeutscher Zeitung (im April 2008) das erste vegane Restaurant Deutschlands und fand Erwähnung in vielen internationalen Medien wie New York Times oder der Zeitschrift Wallpaper.
Im März 2008 gründeten Angela Bauer (Verein Heilpädagogisch-psychotherapeutische Kinder- und Jugendhilfe (hpkj)) und Sandra Forster die „Wirtshaus Roeckl gGmbH“ zum Betrieb des Ausbildungsrestaurants Roecklplatz. Dort können junge Menschen aus schwierigen Lebensverhältnissen eine sozialpädagogisch begleitete gastronomische Ausbildung absolvieren. Im Dezember 2008 wurde das Unternehmen in „Roecklplatz gGmbH“ umbenannt.
Der Techno-Club Blitz im Foyer des Deutschen Museums in München, eine Kombination aus dem lateinamerikanischen vegetarischen Restaurant Blitz und dem Club Blitz, gilt als einer der wichtigsten Technoclubs Deutschlands.
Der Club Charlie wurde in eine 28 Meter lange, 4 Meter breite und etwa 4 Meter hohe ehemalige Kegelbahn in einem Kellergeschoss eines Wohnhauses gebaut. Durch den so entstandenen schwarzen Kubus wandert eine Lichtinstallation durch den Raum. Zudem wurde ein Schallschutz-Raum in Raum-Konzept mit einer abgefederten Tanzfläche, schwingungsorientiert abgehängten Lautsprechern und einer schalltechnisch entkoppelten Lüftungsanlage angewendet.

## Schriften
- Das vegane Kochbuch. Farkas, 2009, ISBN 978-3-424-15276-0.